# Unguiculella hamulata
Unguiculella hamulata är en svampart som först beskrevs av Feltgen, och fick sitt nu gällande namn av Franz Xaver von Höhnel 1906. Unguiculella hamulata ingår i släktet Unguiculella och familjen Hyaloscyphaceae.   Inga underarter finns listade i Catalogue of Life.